# دوزنده چشم‌سبز
دوزنده چشم‌سبز (نام علمی: Anaciaeschna isosceles) نام یک گونه از تیره دوزندگان است.